# Árpád-házi Ilona osztrák hercegné
Árpád-házi Ilona (ismert még mint Magyarországi Ilona, németül: Helene von Ungarn; 1158 körül – 1199. május 25.), az Árpád-házból származó magyar királyi hercegnő, II. Géza magyar király és Kijevi Eufrozina királyné hetedik gyermeke, aki V. (Erkölcsös) Lipót herceggel kötött házassága révén Ausztria hercegnéje 1177-től és Stájerország hercegnéje 1192-től férje 1194-es haláláig.

## Származása
Ilona hercegnő 1155 körül született a magyar uralkodó dinasztia, az Árpád-ház tagjaként. Apja II. Géza magyar király, aki II. Béla magyar király és Szerbiai Ilona királyné gyermeke volt. Apai nagyapai dédszülei Álmos herceg és Kijevi Predszláva (II. Szvjatopolk kijevi nagyfejedelem leánya), míg apai nagyanyai dédszülei I. Uroš szerb nagyzsupán és Diogenész Anna voltak. Erzsébet anyja a Rurik-dinasztiából származó Kijevi Eufrozina hercegnő, I. Msztyiszlav kijevi nagyfejedelem és Ljubava Dmitrijevna leánya volt. Anyai nagyapai dédszülei II. Szvjatopolk kijevi nagyfejedelem és Wessexi Gitta hercegnő (II. Harold angol király leánya) voltak.
Ilona volt szülei hetedik, egyben második legfiatalabb leánygyermeke. Testvérei között van többek között III. István és III. Béla magyar királyok, továbbá Erzsébet hercegnő, aki Frigyes cseh fejedelem feleségeként cseh fejedelemné lett, valamint Géza herceg, aki a magyar trón követelője volt Béla fivérével szemben.

## Házassága és gyermekei
Magyarországi Ilona hercegnő férje a Babenberg-házból származó V. Lipót osztrák herceg lett. Lipót II. Henrik osztrák herceg és Komnénosz Teodóra hercegné (II. Ióannész bizánci császár unokájának) fia volt. Házasságukra 1172-ben került sor. Kapcsolatukból feltehetőleg négy gyermek született, két fiú és két leány. Gyermekeik:
- Frigyes herceg (1175 körül – 1198. április 16.), osztrák uralkodó herceg
- Lipót herceg (1176. október 15. – 1230. július 28.), testvérét követvén osztrák herceg
- Ágnes hercegnő?
- Berta hercegnő?